# Pachycopsis tabogana
Pachycopsis tabogana là một loài bướm đêm trong họ Geometridae.